# Österrikes Grand Prix 1972

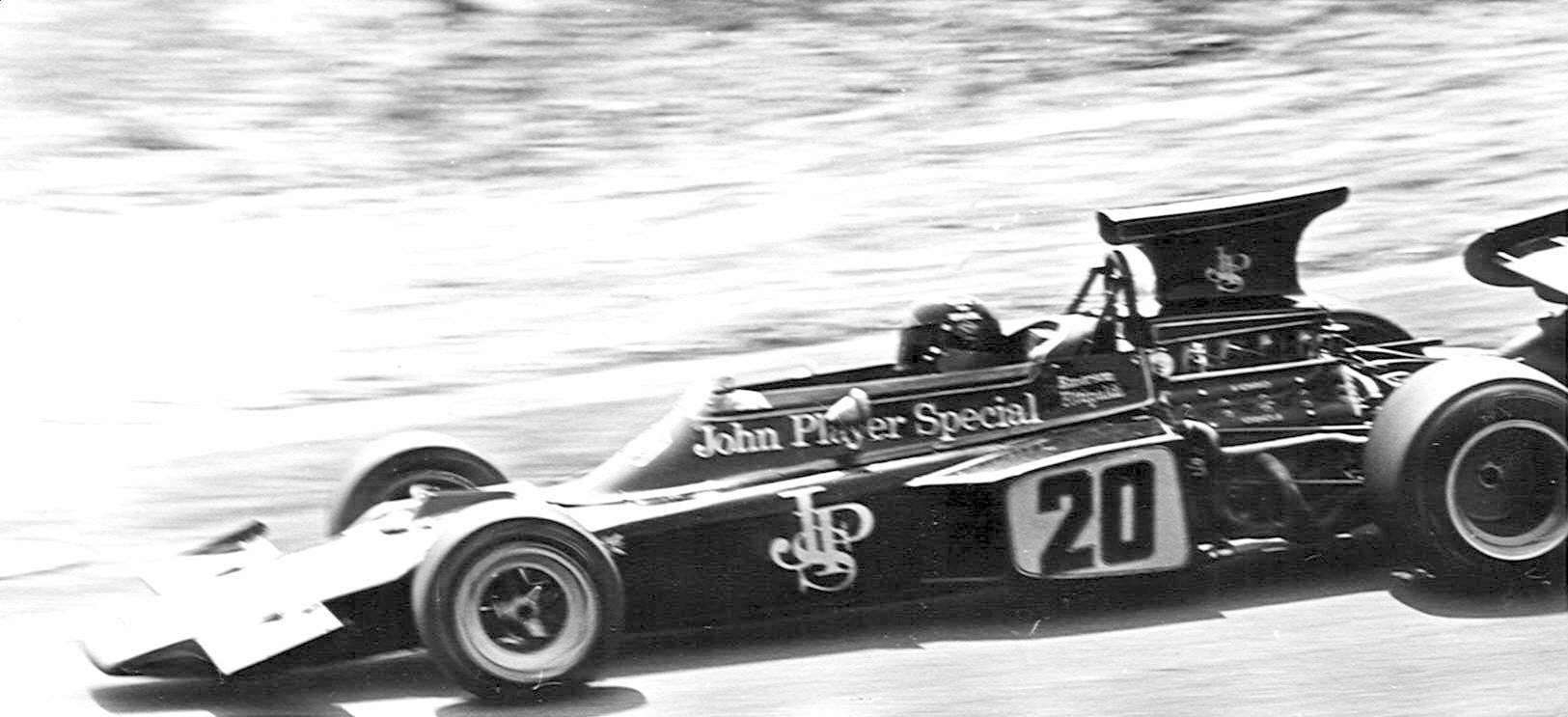
Emerson Fittipaldi vann loppet i sin Lotus 72

Österrikes Grand Prix 1972 var det nionde av tolv lopp ingående i formel 1-VM 1972.  

## Resultat
1. Emerson Fittipaldi, Lotus-Ford, 9 poäng
2. Denny Hulme, McLaren-Ford, 6
3. Peter Revson, McLaren-Ford, 4
4. Mike Hailwood, Surtees-Ford, 3
5. Chris Amon, Matra, 2
6. Howden Ganley, BRM, 1
7. Jackie Stewart, Tyrrell-Ford
8. Jean-Pierre Beltoise, BRM
9. François Cévert, Tyrrell-Ford
10. Niki Lauda, March-Ford
11. Tim Schenken, Surtees-Ford
12. Ronnie Peterson, March-Ford
13. Peter Gethin, BRM
14. Andrea de Adamich, Surtees-Ford

### Förare som bröt loppet
- Rolf Stommelen, Eifelland-Ford (varv 48, motor)
- Carlos Pace, Williams (March-Ford) (46, för få varv)
- Nanni Galli, Tecno (45, oljeläcka)
- Graham Hill, Brabham-Ford (36, insprutning)
- Wilson Fittipaldi, Brabham-Ford (31, bromsar)
- Mike Beuttler, Clarke-Mordaunt-Guthrie (March-Ford) (24, bränslesystem)
- François Migault, Connew-Ford (22, upphängning)
- Jacky Ickx, Ferrari (20, bränslesystem)
- Carlos Reutemann, Brabham-Ford (14, insprutning)
- Clay Regazzoni, Ferrari (13, bränslesystem)
- Dave Walker, Lotus-Ford (6, motor)

### Förare som ej startade
- Henri Pescarolo, Williams (March-Ford) (olycka)

## VM-ställning
| Förarmästerskapet 1. Emerson Fittipaldi, Lotus-Ford, 52 2. Jackie Stewart, Tyrrell-Ford, 27 Denny Hulme, McLaren-Ford, 27 3. Jacky Ickx, Ferrari, 25 | Konstruktörsmästerskapet 1. Lotus-Ford, 52 2. McLaren-Ford, 35 3. Tyrrell-Ford, 33 |